# 828 (szám)
A 828 (római számmal: DCCCXXVIII) egy természetes szám.

## A szám a matematikában
A tízes számrendszerbeli 828-as a kettes számrendszerben 1100111100, a nyolcas számrendszerben 1474, a tizenhatos számrendszerben 33C alakban írható fel.
A 828 páros szám, összetett szám, kanonikus alakban a 22 · 32 · 231 szorzattal, normálalakban a 8,28 · 102 szorzattal írható fel. A számnak tizennyolc osztója van a természetes számok halmazán, ezek növekvő sorrendben: 1, 2, 3,  4, 6, 9, 12, 18, 23, 36, 46, 69, 92, 138, 207, 276, 414 és 828.
A 828 négyzete 685 584, köbe 567 663 552, négyzetgyöke 28,77498, köbgyöke 9,39024, reciproka 0,0012077.